# Cabo Verde en los Juegos Olímpicos de Río de Janeiro 2016
Cabo Verde participó en los Juegos Olímpicos de Río de Janeiro 2016 con un total de cinco deportistas, que compitieron en cuatro deportes. Maria Andrade, participante de taekwondo, fue la abanderada en la ceremonia de apertura.

## Participantes
Atletismo
- Jordin Andrade (400 metros con obstáculos masculino)[2]
- Lidiane Lopes (100 metros femeninos)[2]

Boxeo
- Davilson Morais (peso superpesado masculino)[2]

Gimnasia
- Elyane Boal (individual en gimnasia rítmica)[2]

Taekwondo
- Maria Andrade (-49 kg femeninos)[2]